# Sebastolobinae

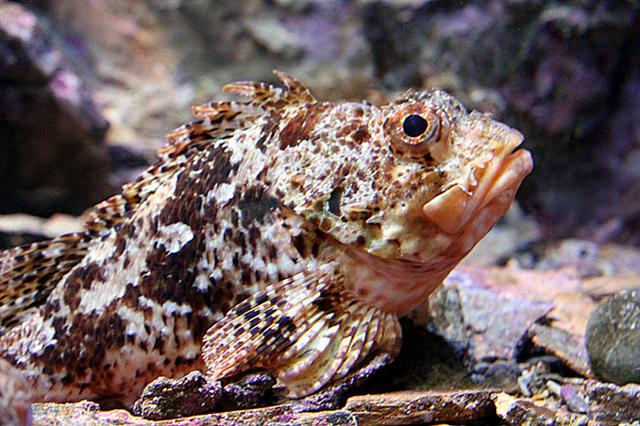
Trachyscorpia echinata

Die Sebastolobinae sind eine aus elf Arten in drei Gattungen bestehende Unterfamilie der Drachenköpfe (Scorpaenidae). Die Tiere leben im Atlantik und im Indopazifik.

## Merkmale
Die Arten werden 15 bis 80 cm lang und haben einen stämmigen, seitlich abgeflachten Rumpf. Der Kopf ist normalerweise mit knöchernen Kämmen und Stacheln besetzt, der Vorkiemendeckel ist gesägt, ähnlich wie bei den Sägebarschen (Serranidae). Charakteristisches Kennzeichen, dass die Fische von den nah verwandten Felsenbarschen (Sebastinae) unterscheidet, sind ihre zweigeteilten Brustflossen. Sie bestehen aus einem oberen, von verzweigten Weichstrahlen gestützten Abschnitt und einem unteren Abschnitt, dessen Flossenstrahlen härter und nicht verzweigt sind und die am Ende nicht von Flossenmembranen umgeben sind.

## Systematik

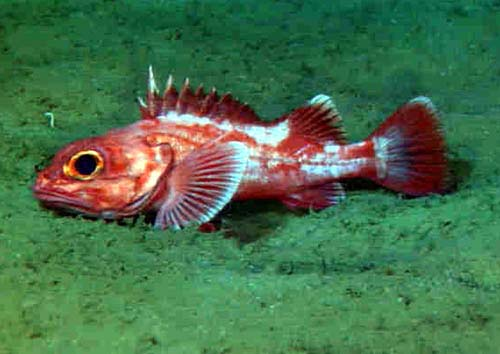
Sebastolobus altivelis

Zur Unterfamilie Sebastolobinae gehören 3 Gattungen und 11 Arten:.
- Gattung Adelosebastes (Eschmeyer, Abe & Nakano, 1979)
  - Adelosebastes latens (Eschmeyer, Abe & Nakano, 1979)
- Gattung Sebastolobus (Gill, 1881)
  - Sebastolobus alascanus (Bean, 1890)
  - Sebastolobus altivelis (Gilbert, 1896)
  - Sebastolobus macrochir (Günther, 1877)
- Gattung Trachyscorpia (Ginsburg, 1953)
  - Trachyscorpia carnomagula (Motomura, Last & Yearsley, 2007)
  - Trachyscorpia cristulata (Goode & Bean, 1896)
  - Trachyscorpia echinata (Köhler, 1896) 
  - Trachyscorpia eschmeyeri (Whitley, 1970)
  - Trachyscorpia longipedicula (Motomura, Last & Yearsley, 2007)
  - Trachyscorpia osheri (McCosker, 2008)
  - Trachyscorpia verai Béarez & Motomura, 2009